# Naniboujou Lodge
 (juillet 2020).
Le Naniboujou Lodge – ou Naniboujou Club Lodge – est un lodge américain dans le comté de Cook, dans le Minnesota. Situé sur les bords du lac Supérieur à l'embouchure de la Brule, le bâtiment a été construit en 1928-1929. Il est inscrit au Registre national des lieux historiques depuis le 21 octobre 1982.